# Мольнар, Дора
Дора Мольнар (род. 29 июня 2006, Budafok) — венгерская пловчиха, чемпионка Европы 2024 года в эстафете, призёр чемпионатов Европы 2022 и 2024 годов.

## Карьера
Дора Мольнар родилась 29 июня 2006 года в Будапеште в Венгрии. Она тренируется под руководством тренера Тамаша Хорвата в плавательном клубе Budafóka SE. Специализируется в плавание на спине.
На юниорских чемпионате мира 2022 года в Лиме, стала обладательницей пяти наград, из которых четыре золотых.
На взрослом чемпионате Европы дебютировала в 2022 году в Риме. Завоевала две бронзовые медали, из которых одна в эстафете и одна в индивидуальном заплыве на 200 метров на спине.
На чемпионате Европы 2024 года в Белграде на дистанции 200 метров на спине стала серебряным призёром, уступив победительнице 0,07 секунды. Также в эстафете 4 по 200 метров вольным стилем в составе венгерской команды стала обладателем серебряной медали.